# Serra d'Atapuerca
La serra d'Atapuerca és un conjunt muntanyós situat al nord d'Ibeas de Juarros, a la província de Burgos (Castella i Lleó, Espanya), que s'estén de nord-oest a sud-est, entre els sistemes muntanyosos de la serralada Cantàbrica i el sistema Ibèric. Ha estat declarat Espai d'Interès Natural, Bé d'Interès Cultural i Patrimoni de la Humanitat com a conseqüència de les excepcionals troballes arqueològiques i paleontològiques que alberga al seu interior, entre les quals destaquen els testimonis fòssils de, almenys, cinc espècies diferents de homínids: Homo sp. (probable Homo erectus) de l'Avenc de l'Elefant, Homo antecessor, Homo heidelbergensis, Homo neanderthalensis i Homo sapiens.
El jaciment arqueològic el codirigeix Eudald Carbonell des del 1991 juntament amb Juan Luis Arsuaga i José María Bermúdez de Castro.
Actualment s'hi treballa per explicar les raons de les migracions humanes.